# MTProto
MTProto (скорочено від Mobile Protocol) – це комунікаційний протокол, розроблений компанією Telegram Messenger LLP для забезпечення безпечного, швидкого та ефективного обміну даними між клієнтськими додатками та серверами. Протокол спроектовано з урахуванням специфіки мобільних пристроїв, що дозволяє оптимізувати використання мережевих ресурсів та зменшити затримки при передачі інформації.

### Історія та розвиток
MTProto було представлено у 2013 році разом із запуском месенджера Telegram. Розробка протоколу мала на меті задоволення потреб сучасної мобільної комунікації, забезпечення високої продуктивності та захисту даних від несанкціонованого доступу. З часом протокол зазнав ряду модифікацій та вдосконалень, спрямованих на підвищення рівня безпеки та сумісності з різноманітними платформами, включаючи мобільні телефони, десктопні системи та веб-додатки.

### Архітектура та технічні особливості
MTProto має багаторівневу архітектуру, що включає такі ключові компоненти:
- Аутентифікація та встановлення з’єднання:  На початковому етапі встановлюється безпечне з’єднання між клієнтом і сервером за допомогою алгоритмів асиметричної криптографії. Це дозволяє безпечно обмінятися необхідними ключами для подальшого симетричного шифрування.
- Симетричне шифрування:  Основна частина даних передається за допомогою симетричного шифрування, що забезпечує високу швидкість обробки та ефективність роботи протоколу, особливо на пристроях з обмеженими ресурсами.
- Управління сесіями та захист від атак:  Для забезпечення безпеки кожної сесії використовуються унікальні ідентифікатори, а також реалізовано механізми захисту від повторних атак, таких як атаки повторення (replay attacks) та атаки «людина посередині» (Man-in-the-Middle).
- Модульність:  Протокол спроектовано таким чином, щоб його можна було легко адаптувати під специфічні вимоги різних платформ та додатків, що дозволяє розширювати функціонал без порушення основних принципів безпеки.

### Переваги та критика

#### Переваги
- Високий рівень безпеки:  Використання сучасних криптографічних алгоритмів дозволяє ефективно захищати дані від несанкціонованого доступу.
- Оптимізація для мобільних пристроїв:  Протокол розроблено з урахуванням обмежень мобільних пристроїв, що забезпечує швидку передачу даних та економію ресурсів (енергії, пропускної здатності).
- Гнучкість та універсальність:  Можливість роботи на різних платформах робить MTProto привабливим рішенням не лише для месенджера Telegram, але й для інших сервісів, які потребують високої продуктивності та безпеки.

#### Критика
MTProto неодноразово ставав об’єктом обговорення серед криптографічної спільноти. Деякі експерти висловлювали занепокоєння щодо окремих рішень, прийнятих при його розробці, і наголошували на необхідності проведення додаткових аудиторських перевірок для підтвердження стійкості протоколу до сучасних атак. Розробники Telegram у відповідь стверджують, що реалізовані алгоритми та методи відповідають сучасним стандартам безпеки і продовжують вдосконалюватися з урахуванням нових викликів.

### Застосування
Основним застосуванням MTProto є месенджер Telegram, де протокол використовується для:
- Обміну повідомленнями:  Забезпечення шифрованого обміну текстовими повідомленнями, фотографіями, відео та іншими файлами.
- Голосових та відеодзвінків:  Гарантування конфіденційності та високої якості зв’язку під час здійснення дзвінків.
- Інтегрованих сервісів:  Підтримка ботів, каналів та інших сервісів, які використовують безпечну передачу даних.

### Висновок
MTProto є яскравим прикладом сучасного комунікаційного протоколу, розробленого з урахуванням вимог мобільної ери та високих стандартів безпеки. Незважаючи на деякі суперечливі думки щодо окремих аспектів його реалізації, протокол продовжує відігравати ключову роль у забезпеченні безпечного обміну даними в месенджері Telegram та може бути перспективним рішенням для інших сервісів у майбутньому.